# Zračna luka Brač
Zračna luka Brač jedna je od devet zračnih luka u Hrvatskoj. Nalazi se na otoku Braču, iznad Bola. Opremljena je za prihvat i otpremu putničkih zrakoplova kapaciteta do 100 sjedećih mjesta.

## Povijest
Zamisao o izgradnji zračne luke na Braču prvi se put javila u prosincu 1990. Tvrtka Aerodrom Brač d.o.o. osnovana je i registrirana 22. svibnja 1992.
Zračnu luku je 6. svibnja 1993. svečano otvorio predsjednik Republike Hrvatske, dr. Franjo Tuđman, koji je tom prilikom u Bolu posjetio hvarsko-bračko-viškog biskupa, msgr. Slobodana Štambuka. 
2007. otvorena je nova zgrada putničkog terminala.
Sredinom 2016. donesena je odluka o produljenju uzletno-sletne staze. 
Neki od ciljeva koji se navode želja je za pružanjem dodatnih usluga putnicima, povećane potrebe turizma, prilagođavanje potrebama avioprijevoznika, omogućavanje slijetanja aviona i do 150 sjedala i bolje povezivanje s Europom, porast i povećanje broja putnika i sukladno njemu rasterećenje putničkih kapaciteta splitske zračne luke.
Prvi radovi čišćenja i ravnanja terena započeti u lipnju 2016. odnosno radovi na izgradnji same staze završeni krajem travnja 2017., rezultirali su produljenjem staze u smjeru prema jugozapadu s dotadašnjih 1.440 na 1.760 metara. 
23. svibnja 2017. na produljenu je stazu prvi put sletio moderan mlazni zrakoplov, konkretno Embraer 190, označivši tako početak sezone letova velikih zrakoplova u 2017. godini.

## Statistika prometa
Pogledajte izvor upita Wikidata i izvori.
| Godina | Putnika |
| ------ | ------- |
| 2011.  | 11.367  |
| 2012.  | 11.402  |
| 2013.  | 9.343   |
| 2014.  | 10.418  |
| 2015.  | 8.870   |
| 2016.  | 12.362  |
| 2017.  | 21.596  |

## Vanjske poveznice
- Službena stranica